# 鄭武公
鄭武公（—前744年），姬姓，名掘突，為中國春秋時代鄭國第二任君主 (前771年─前744年在位)。

## 生平
鄭武公的父親鄭桓公在周幽王時出任司徒，於前771年犬戎攻陷鎬京時被殺。鄭武公除承襲父親的爵位外，亦於周平王的朝廷中出任卿士。
郑武公想要讨伐胡国，就故意先把女儿嫁给胡国国君，来使胡国国君高兴。再问大臣：“我要用兵，可以讨伐谁？”大夫关其思回答说：“可讨胡国。”郑武公大怒，责骂关其思：“胡是兄弟之国，你说讨伐是什么意思？”接着便杀了关其思。胡国国君知道了，更把郑武公当做亲人，于是不再防备郑国。前763年，郑武公占领胡国。
鄭武公於前761年娶申侯的女兒為夫人（史稱武姜）。兩人育有兩子：嫡長子寤生 (即鄭莊公)，次子段。由於寤生出生時腳先出來造成難產（即所謂的「寤生」，也就是現代醫學的臀位分娩，鄭莊公也因此得名），武姜不喜愛寤生而偏愛次子段。前744年，武公病重，武姜要求武公廢寤生而立段為太子。武公沒有聽從妻子的意見。武公逝世後，寤生繼位，是為鄭莊公。後來，武姜勸段反叛兄長，釀成共叔段之亂。武公还有庶长子原繁，原繁年紀大於鄭莊公．但因為是庶出之故，所以無權即位。
《史記索隱》對鄭武公的名字是否真為“掘突”有所懷疑。該書認為：如武公實名掘突，則取名突的鄭厲公與祖父同名，違反了避諱。武公的名字其實已經失傳。

## 影视形象
- 1996年上映的电视剧《东周列国春秋篇》中，鄭武公由吳桂苓飾演。